# أقدرة سفلي
أقدرة سفلي هي قرية في مقاطعة تكاب، إيران. يقدر عدد سكانها بـ 110 نسمة بحسب إحصاء 2016.